# Winnifred Quick
Winnifred Vera Quick (23 de janeiro de 1904 – 4 de julho de 2002) foi um dos últimos sobreviventes remanescentes do naufrágio do RMS Titanic em 15 de abril de 1912.

## A bordo doTitanic
Winnifred, então com oito anos, juntamente com Jane e sua irmã Phyllis, embarcaram no Titanic como passageiros da segunda classe em Southampton, Inglaterra. Apesar dos mares calmos, ela ficou enjoada na maior parte dos primeiros quatro dias de viagem.
Em 14 de abril, Winnifred e sua família foram para cama pouco depois das 21:30 h. Nem ela, Jane ou Phyllis, sentiram a colisão do navio com o iceberg às 23:40 h. Foi apenas depois de um passageiro bater na porta de sua cabine contando sobre o acidente, que elas perceberam algo de errado. Não achando que o navio tinha sido seriamente danificado, Jane levou algum tempo se vestindo. Um tripulante, colocando sua cabeça para dentro da cabine e vendo o quão lento Jane se preparava, ordenou que elas vestissem seus coletes salva-vidas pois o navio havia atingido um iceberg e estava afundando. Winnifred e Phyllis foram acordadas e vestidas e junto com Jane, subiram por cinco lances de escadas até o Convés A. No Convés, um cavalheiro desconhecido ajudou a acalmar Winnifred, que chorava histericamente, e colocou o colete em Phyllis. Jane colocou Winnifred e Phyllis no Bote 11, mas inicialmente foi proibida sua entrada no bote quando o homem no comando do bote disse:  'espaço apenas para crianças'. Jane, segundo relatos, disse a ele: "ou vamos juntos ou ficamos juntos". Ele finalmente a deixou entrar no bote; ela foi a última permitida no bote que, segundo ela, tinha cerca de 50 pessoas. Mesmo lá, Winnifred continuou a chorar até que alguém percebeu que seus sapatos tinham caído e seus pés estavam na água congelante.
Winnifred finalmente adormeceu mas foi acordada quanto as pessoas ao seu redor começaram a gritar quando o RMS Carpathia foi avistado. Ela e Phyllis foram colocadas em um saco e puxadas até o convés do navio de resgate. Mais tarde, lembrou-se de ver muitos sobreviventes que choravam e até mesmo observavam o enterro no mar de vários passageiros que morreram nos botes salva-vidas. Seu pai ouviu as notícias do naufrágio, mas recebeu um mensagem por telegrama dizendo que sua família estava a salvo. Ele estava na doca em Nova Iorque em 18 de abril, quando o Carpathia chegou. A família passou a noite no Hebrew Sheltering and Immigrant Aid Society. Na manhã seguinte, eles deixaram Nova Iorque, partindo da estação central de trens e chegaram em Detroit em 20 de abril.
Jane morreu em 1965 aos 84 anos e Phyllis morreu em 1954.